# 숙의 김씨 (중종)
숙의 김씨(淑儀 金氏, ? ~ 1562년 이전)는 조선 중종의 후궁이다.

## 생애
조선의 제11대 임금인 중종의 후궁이다. 적어도 인종 때는 종3품 숙용의 위치에 있었으며, 1566년(명종 21년)의 기록에 종2품 숙의로 칭하는 것으로 보아 그 이전에 진봉된 듯 하다. 김씨는 중종의 또다른 후궁 숙원 이씨가 덕양군을 낳고 5일만에 산고로 사망하자, 중종의 명으로 덕양군을 대신 길렀다고 한다. 한편 김씨의 정확한 사망 시기는 알 수 없으나, 김씨의 묘표 건립이 1562년(명종 17년)에 이루어진 것으로 보아 그 이전임은 확실한 듯 하다.

## 숙의 김씨 묘
현재 김씨의 묘는 경기도 성남시 분당구 궁내동의 북동쪽 구릉에 위치하며, 원래 고양에 있던 것을 1965년 현재의 위치로 이장한 것이다. 김씨의 묘는 덕양군을 키워 낸 인연으로 덕양군의 후손들이 봉사하였으며, 지금도 전주 이씨 덕양군파에서 관리하고 있다. 봉분은 활개를 갖춘 높이 150cm, 직경 520cm의 원형의 형태이며, 묘역에는 혼유석, 상석, 향로석, 망주석, 문인석, 장명등 등의 석물이 갖춰져 있다.
한편 대개 같은 모양의 문인석이 묘소의 좌우에 하나씩 배치되는 것이 일반적이나, 김씨의 묘의 경우는 좌우 문인석의 형태가 다르다. 우측의 문인석은 오른손을 왼손 위로 올린 상태로 홀을 잡은 형태이고, 좌측의 문인석은 양손을 포개서 홀을 잡은 형태이며, 얼굴 형태 등도 서로 다르다. 이것이 묘역 조성 당시부터 그런 것이라면 독특한 것이나, 1965년 이장 때 문인석 1기가 파괴된 까닭에 한쪽만 새로 들여왔을 수도 있다. 그 외에 향로석은 훼손이 심한 상태이다.
봉분 앞에는 방부원수 양식으로 된 144.5cm 크기의 묘표가 세워져 있으며, 해서체로 "숙의김씨지묘(淑儀金氏之墓)"라 새겨져 있다.

## 가족 관계
- 시아버지 : 제9대 성종(成宗, 1457~1494, 재위:1469~1494)
- 시어머니 : 정현왕후 윤씨(貞顯王后 尹氏, 1462~1530)
  - 남편 : 제11대 중종(中宗, 1488~1544, 재위:1506~1544)
    - 딸 : 숙정옹주(淑靜翁主, 1525~1564)